# Escuadrón Móvil Antidisturbios
Die Escuadrón Móvil Antidisturbios (ESMAD) ist eine spezialisierte Polizeieinheit der Direktion für Städtische Sicherheit (Dirección de Seguridad Ciudadana, DISEC) innerhalb der Policía Nacional de Colombia. In Kolumbien ist die Polizei dem Verteidigungsministerium unterstellt. Die ESMAD wurde 1999 mit dem Ziel gegründet, Unruhen unter Kontrolle zu bringen und die Ordnung und Sicherheit der Stadtbewohner wieder herzustellen. Es handelt sich dabei um eine Einheit des Kommandos der Spezialeinheiten, das sich aus Personal zusammensetzt, das für die Kontrolle von Menschenansammlungen, Blockaden, Begleitung von Räumungen öffentlicher oder privater Räume zuständig ist, die in städtischen oder ländlichen Gebieten Kolumbiens auftreten.
Seit der Gründung der ESMAD wurde sie für ihre exzessive Gewaltanwendung und gewaltsame Taktik bei der Auflösung von Kundgebungen kritisiert, was bei mehreren Gelegenheiten zum Tod von Zivilisten führte. Laut dem CINEP / Peace Program sind zwischen 1999 und 2019 insgesamt 49 Personen durch nicht gerichtlich angeordnete Einsätze sowie 26 Personen während öffentlicher Kundgebungen getötet worden.
Bei den Protesten im Jahr 2019 wurde durch die ESMAD ein 18-jähriger Abiturient getötet. Der Polizeieinheit ESMAD wurde durch den Präsidenten Kolumbiens Iván Duque explizit gedankt.
Am 8. September 2020 wurde der Rechtsanwalt Javier Ordóñez in Bogotá nach Misshandlung mit Tasern von Streifenpolizisten getötet. Die Misshandlung erinnerte an die gewaltsame Tötung von George Floyd in den USA am 25. Mai 2020. Bei den Protesten im Herbst 2020 kamen durch Polizeigewalt in Kolumbien weitere 13 Personen ums Leben. Auch gegen die Polizeigewalt durch die ESMAD wurde protestiert und eine Auflösung der Einheit gefordert.
Aus diesen Gründen haben Menschenrechtsbeobachter der Vereinten Nationen eine „tiefgreifende Transformation“ dieser Polizeieinheit gefordert. Diese Form der Gewaltanwendung zeigte sich auch bei den Protesten im Mai 2021, die sich an einer angekündigten Steuerreform entzündeten.